# Rașid al-Din Sinan
Rașid al-Din Sinan (n. 1130, Basra, Irak – d. 1193, Masyaf, Guvernoratul Hama, Siria) (arabă رشيد الدين سنان), pe numele lui complet Abu al-Hasan Sinan Ibn Suleyman Ibn Muhammad, a fost liderul ramurii siriene a sectei ismailite, o figură misterioasă dar în același timp temută din timpul cruciadelor. Acesta a reorganizat mișcarea ismailită în Siria, ducând mai departe învățăturile lui Hasan Sabbah, reafirmând mișcarea șiită ismailită ca un actor important pe scena politică a Orientului medieval.

## Copilăria
Numit de sursele creștine latine, Vetulus de Montanis (Bătrânul munților), Rașid al-Din s-a născut în proximitatea orașului irakian Basra. Din fericire, un număr de manuscrise ismailite siriene îi acordă lui Sinan la momentul morții acestuia, vârsta de 58-60 de ani. Nu se cunosc foarte multe informații cu privire la copilăria lui Sinan dar se știe că părinții lui erau șiiți duodecimani, deși zona de unde acesta provenea, între Wasit și Basra, avea o reputație pentru practici religioase șiite extreme.
În adolescența acestuia, Sinan este repede descoperit ca un bun misionar și este invitat la Alamut unde urmează un stagiu de pregătire intensivă în doctrina ismailită ca ulterior să fie numit coordonator al eforturilor misionarilor în districtul Basra, în jurul anului 1160. Șederea sa la Alamut nu a avut ca rezultat doar acumularea cunoștințelor teologice necesare activității de misionar (da’i) ci i-a și orientat ireversibil viața. În castelul Alamut, Sinan îl întâlnește pe imamul Hasan II (un succesor al lui Hasan Sabbah, pe numele său ’Ala Dhikri al-Salam) care vede în Sinan un individ promițător și îl trimite în Siria pentru a întări mișcarea ismailită ce la acel moment suferea de o serie de neajunsuri de ordin administrativ.

## Misiunea în Siria
Urmând drumul către Mosul și apoi către Raqqa (la granița dintre Siria și Iraq), Sinan ajunge în Alep, cândva în jurul lui 1162, deghizat într-un comerciant și ascunzându-și permanent identitatea, întrucât Alepul se afla sub controlul lui Nur al-Din Mahmud Ibn Zangi (1146-1174), de altfel o căpetenie renumită și un selgiukid sunnit, ostil mișcării ismailite. Odată ajuns în Siria, primește ordin de la Alamut să se îndrepte către fortărețele ocupate de ismailiți din vestul Siriei, precum castelul Al-Kahf, pentru a i se subordona stăpânului bastionului, Abu Muhammad. Sinan îl slujește credincios pe Abu Muhammad timp de 7 ani, ca după moartea lui să fie numit ca locțiitor al acestuia. Moartea lui Abu Muhammad a însemnat sfârșitul unui lider ale cărui activități rămân înconjurate de mister. Spre finalul vieții, conducerea lui Abu Muhammad devenise una slăbită, lipsită de orice formă de organizare și marcată de o lipsă de unitate în sânul ismailiților sirieni. În 1129, după ce comunitatea ismailită din Damasc este masacrată ca represalii pentru diferite asasinate atribuite acestora, secta șiită lansează o nouă campanie de ocupare a castelelor existente în centrul Siriei. 

## Reorganizarea grupării ismailite din Siria
Alte probleme pentru Sinan deveniseră emigrația constantă a ismailiților din fortărețele acestora spre orașe așezate în zone mai fertile, precum Hama sau Homs. Nu în ultimul rând, raidurile și incursiunile templierilor pe teritoriile ismailite au dus la slăbirea influenței sectei în Siria, dar toate acestea aveau să se schimbe cât de curând. Spre jumătatea secolului al XII-lea, Sinan începe o campanie de reorganizare a comunității ismailite siriene, eliminând discordiile dintre aceștia prin puternica sa personalitate. Nu doar atât, pentru a combate eficient pericolele venite din exterior, Sinan a început să-și aleagă agenții doar din tagma celor mai devotați adepți, pe care îi supune unor antrenamente complexe în materie de acțiuni subversive, ca infiltrarea curților sultanilor sau prinților, asasinate scrupuloase, precum și folosirea porumbeilor voiajori pentru livrarea mesajelor în siguranță. Sinan reconstruiește două castele ismailite, Al-Rasafaj și Al-Khawabi și printr-o strategie vicleană, cucerește mai la nord, fortăreața al-Ulayqa. De pe aceste noi poziții strategice, Sinan avea acces la marile centre de putere din Siria ca principatele din Homs și Hama, ieșire la mare prin zona Tartus dar putea și supraveghea eficient fortărețele cruciate. 

## Relația lui Sinan cu Alamut
Ascensiunea lui Sinan nu a trecut neobservată de Hasan II și deși secretomania ismailită nu lasă loc de foarte multe interpretări, se presupune că Sinan depindea teoretic de Alamut, pe când în practică, statul ismailit al lui Sinan era unul aproape independent. Încrederea solidă dintre Sinan și stăpânul său din Persia a fost liantul ce a împiedicat o separare între cei doi, Hasan II numindu-l mai târziu pe Rașid al-Din ca adjunct al său. La fel, asupra practicilor religioase ismailiților sirieni apar semne de întrebare întrucât ele începuseră să se disocieze de cele ale ismailiților persani, prin împrumuturi în ritualuri și frazeologie de la autori sufiți precum Muhyi ad-Din Ibn Arabi, Jalal ad-Din al Rumi sau Ibn al-Farid. Surse non-islamice afirmă că Rașid al-Din Sinan era tratat regește de adepții săi, fiind numit de aceștia ca muqaddam (comandant), ra’is (căpetenie) sau sahib (stăpân) al hashishya. Călătorul musulman spaniol Ibn Jubayr îi numește pe ismailiții sirieni, ca „sinaniți”. Din aceste informații rezultă că emanciparea ismailiților sirieni sub Sinan era o realitate, fiind emanația unei conștiințe superioare care a dat o nouă imagine ismailiților, separându-se cel puțin la nivel teoretic de Alamut. Sinan, care poseda excelente abilități de comandă, devine astfel liderul incontestabil al ismailiților sirieni, revigorând mișcarea acestora prin mărirea corpului de fedayini și supunerea acestora la antrenamente energice și neîncetate. Ulterior acestor pregătiri, secta obține rapid spațiu vital, adică teritorii bine delimitate în jurul fortărețelor; toate acestea dirijate de la cartierul general al lui Sinan din castelul Al-Kahf.

## Ismailiții și cruciadele
Rașid al-Din Sinan a avut un rol important în jocurile de putere din Levant. Relația acestuia cu contemporanii vremii, Saladin și cruciații era una hotărâtă de intersele imediate ale sectei ismailite. În ceea ce-l privește pe Saladin; devenit după înlăturarea fatimizilor sultan al Egiptului, Sinan, ca șiit ismailit școlit la Alamut, pune la cale mai multe asasinate împotriva noului sultan, nici unul cu succes. Motivele acestei abordări radicale sunt datorate cel mai probabil politicii de ostilitate a lui Saladin față de ismailiți precum și tratamentul inuman aplicat familiei califilor fatimizi, care chiar dacă se distanțaseră de ismailismul nizarit al lui Hasan Sabbah, făceau parte totuși din aceeași familie șiită. Nu doar atât, intenția vădită a lui Saladin de a crea un stat siro-egiptean nu putea avea decât consecințe nefaste pentru ismailiții sirieni. În aceste condiții, o alianță cu facțiunea cruciată devenise pentru Sinan următorul pas logic. Relația sectei ismailite cu cruciații, prin proximitatea geografică a fortărețelor ismailite de cele cruciate, sugerează că între cele două facțiuni trebuie să fi existat anumite acorduri, întrucât Sinan nu ar fi riscat o confruntare atât cu restul musulmanilor cât și cu cruciații. Negocierile dintre aceștia erau complicate de faptul că ordinele de călugări războinici, ospitalierii și templierii, aveau o politică independentă de Regatul Ierusalimului și drept urmare trebuiau abordate separat. Deși o propunere din partea lui Sinan către franci de a se converti la creștinism se pare că ar fi existat, atitudinea intolerantă și actele de genocid frecvente comise de cruciați asupra șiiților și sunniților deopotrivă au dus la ralierea lui Sinan la cauza lui Saladin, în defavoarea cruciaților, care nu s-au dovedit suficient de diplomați încât să exploateze o posibilă alianță.

## Moștenire
Marele ismailit Rașid al-Din Sinan, a cărui poreclă „bătrânul munților” inspira teamă la curțile regilor și prinților, moare în jurul lui 1193. Autorul sunnit Ibn al-Jawzi plasează moartea acestuia în 1192 și îl descrie ca fiind un om de stat, înțelept și foarte priceput în a câștiga inimile oamenilor. Cronicarii vremii, ca Bustani al-Jami, susțin că adepții lui Sinan nu au crezut în moartea lui, considerând decesul acestuia ca încă un vicleșug. Ismailitul sirian Nur al-Din Ahmad, oferă o descriere a lui Sinan ca fiind „frumos la înfățișare, potrivit la înălțime, cu ochi mari negri, măsliniu la față, elocvent în exprimare, puternic în argumentație, cu o viziune clară asupra lucrurilor, rapid în improvizație și neîntrecut în filosofie, alegorii, poezie și astronomie”.